# Le Jardin d'à côté
 (juillet 2024).
Le Jardin d'à côté est un roman (titre original : El jardín de al lado) de l'écrivain chilien Jose Donoso publié en 1981. La traduction française est parue en 1983. 

## Contexte
Dans Le Jardin d'à côté, José Donoso croise deux thèmes ayant une origine autobiographique : l'exil des écrivains et artistes chiliens engagés après le coup d'État de Pinochet de 1973, et le florissant mouvement littéraire survenu en Amérique latine depuis le début des années 50 et qu'on appelle le Boom latino-américain. En 1972, alors qu'il publiait L'Obscène Oiseau de la nuit, le maître livre qui allait lui permettre d'être reconnu comme le grand écrivain chilien du Boom, Donoso écrivait aussi son Histoire personnelle du boom. Dans ce Jardin d'à côté de 1981, l'Exil et le Boom deviennent des matériaux, non plus historiques, mais proprement romanesques et presque mythiques.

## Résumé
Dans Le Jardin d'à côté, José Donoso superpose deux histoires, une histoire apparente et une histoire profonde. 
L'histoire apparente est celle de Julio Mendez, obscur écrivain chilien, un peu connu pour quelques nouvelles « prometteuses ». Il se remémore ses six jours de prison lors de la répression organisée par Pinochet et il essaie d'en tirer « Le » grand roman sur le coup d'état. Comme bien des écrivains et artistes latino-américains issus des mouvements engagés, il a émigré avec sa femme Gloria et son fils Patrick en Espagne. Il espère écrire, publier et être reconnu comme un écrivain à part entière du Boom, à l'image de ces écrivains si célèbres : « Vargas Llosa, García Márquez, Sábato, Cortázar, Carlos Fuentes, Chiriboda », c'est surtout ce dernier écrivain, équatorien, qui excite son envie : « lui surtout, si fat, si drapé dans le faux raffinement des exigences auxquelles il a maintenant accès. » Marcelo Chiriboga est justement l'écrivain particulièrement soutenu par la toute puissante agente littéraire Nùria Monclùs qui a le pouvoir de faire et défaire les réputations en soutenant, ou non, les auteurs qu'elle représente auprès des éditeurs espagnols qui comptent tant pour la notoriété des écrivains venus d'Amérique latine.
En attendant sa gloire qui tarde à venir, Julio Mendez se débat dans les problèmes propres à la vie en exil d'un écrivain qui a peu de revenus. Il vit avec Gloria, une femme magnifique, mais qui vieillit et qui compte sur le travail et le talent de son mari pour les sortir de la misère. Il ne s'entend plus avec son fils, « Pato », qui a plus vécu en Europe qu'au Chili et qui ne supporte plus les discours de ceux qui  ne voient leur identité que dans leur origine, leur exil et leurs combats politiques de plus en plus éloignés de la réalité politique. Julio ne veut ni retourner au Chili où sa mère est en train de mourir, ni accepter de vendre la maison familiale avec son jardin d'enfance. Il survit grâce à des cours, à des traductions, et à des petits boulots que lui procurent ses amis qui ont réussi. Ainsi un ami peintre lui demande de garder son magnifique appartement de Madrid pendant un été, appartement qui a une vue sur le beau jardin d'à côté du riche et aristocratique voisin, où une jeune femme trop belle vient prendre ses bains de soleil.

## Commentaires
Le commentaire devrait porter sur l'histoire profonde du livre, mais c'est impossible : pour présenter un roman policier, on ne commence pas par raconter qui est l'assassin. Donoso écrit un roman au second degré où se mêlent les thèmes annoncés dans le synopsis ci-dessus qui présente le roman superficiel, et leur satire ou leur parodie. La souffrance due à l'exil et la difficulté de créer pour un artiste y sont à la fois présentes et moquées. Des plongées fantasmagoriques (qui rappellent que Donoso est l'auteur de L'Obscène Oiseau de la nuit) et excessives font sentir au lecteur qu'il ne lit pas un récit classique sur la difficulté d'être d'un artiste exilé en panne de force créatrice, l'écrivain le fait aussi participer à une expérience virtuose d'écriture romanesque.

## Jugements
- Sur le site Littérature Latino d'étudiants de L'INSA de Lyon : « Pour Julio Méndez, écrivain chilien exilé en Espagne, c’est aussi le lieu mystérieux où gisent les racines qui lui ont été arrachées après la chute d’Allende. Sa vie a atteint ce tournant dangereux où, à une intégration difficile, s’ajoutent la prise de conscience de l’âge mûr, l’impuissance devant la création littéraire et la pénible recherche d’équilibre d’un couple fatigué. Mais l’exil est-il la cause ou le prétexte de cette crise multiple? Sur un fond de paradis pour touristes qui ressemble fort à un enfer, José Donoso trace ici l’itinéraire complexe d’un homme à la recherche de son identité dans l’Espagne de l’après-franquisme. »

### Éditions
- Édition originale : El jardín de al lado, Seix Barral, Barcelona, 1981
- Édition française : Le Jardin d'à côté, traduit de l'espagnol chilien par Françoise et Guy Casaril, Calmann-Lévy, 1983,  (ISBN 2-7021-1234-X) : http://calmann-levy.fr/livres/le-jardin-da-cote/